# Latvijas PSR čempionāts futbolā 1981
L'edizione 1981 del massimo campionato di calcio lettone fu la 37ª come competizione della Repubblica Socialista Sovietica Lettone; il titolo fu vinto dal Elektrons Rīga, giunto al suo secondo titolo.

## Formato
Il campionato era formato da sedici squadre che si incontrarono in gare di andata e ritorno per un totale di 30 turni; erano assegnati due punti alla vittoria, un punto al pareggio e zero per la sconfitta.

## Classifica finale
|                        | Pos. | Squadra               | Pt | G  | V  | N  | P  | GF | GS  | DR  |
| ---------------------- | ---- | --------------------- | -- | -- | -- | -- | -- | -- | --- | --- |
| RSS Lettone (bandiera) | 1.   | Elektrons Rīga        | 50 | 30 | 21 | 8  | 1  | 83 | 18  | +63 |
|                        | 2.   | Celtnieks Rīga        | 47 | 30 | 19 | 9  | 2  | 73 | 18  | +55 |
|                        | 3.   | Ķīmiķis               | 45 | 30 | 20 | 5  | 5  | 71 | 21  | +50 |
|                        | 4.   | VEF Riga              | 45 | 30 | 17 | 11 | 2  | 65 | 24  | +41 |
|                        | 5.   | Enerģija Rīga         | 40 | 30 | 14 | 12 | 4  | 69 | 28  | +41 |
|                        | 6.   | Torpedo Riga          | 34 | 30 | 11 | 12 | 7  | 42 | 24  | +18 |
|                        | 7.   | Automobīlists Jelgava | 33 | 30 | 13 | 7  | 10 | 43 | 43  | +0  |
|                        | 8.   | Gauja Valmiera        | 32 | 30 | 12 | 8  | 10 | 44 | 46  | -2  |
|                        | 9.   | Jūrnieks              | 29 | 30 | 12 | 5  | 13 | 45 | 37  | +8  |
|                        | 10.  | Progress Rīga         | 25 | 30 | 9  | 7  | 14 | 41 | 38  | +3  |
|                        | 11.  | Radiotehnikis Rīga    | 24 | 30 | 7  | 10 | 13 | 42 | 67  | -25 |
|                        | 12.  | RPI Rīga              | 21 | 30 | 8  | 5  | 17 | 39 | 61  | -22 |
|                        | 13.  | Sarkanais Metalurgs   | 19 | 30 | 7  | 5  | 18 | 26 | 55  | -29 |
|                        | 14.  | Dizelists Riga        | 13 | 30 | 4  | 5  | 21 | 31 | 93  | -62 |
|                        | 15.  | Mašīnbūvētājs Rēzekne | 12 | 30 | 4  | 4  | 22 | 19 | 83  | -64 |
|                        | 16.  | Vulkāns Kuldīga       | 11 | 30 | 5  | 1  | 24 | 33 | 110 | -77 |